# Národní vláda (1931–1935)
Národní vláda vládnoucí v letech 1931 až 1935 byla druhou národní vládou Spojeného království. Skládala se ze členů Konzervativní, Liberální a Liberální národní strany, doplněných o národní labouristy. Vláda disponovala velmi velkou většinou v Dolní sněmovně. Zpočátku se jednalo o krizový koaliční kabinet, roku 1932 ale vládu na protest proti zavedení cel opustili ministři za Liberální stranu následovaní významnou postavou národních labouristů Philipem Snowdenem. Ke konci úřadování vládě jasně dominovali konzervativci. Roku 1935 vystřídal národního labouristu Ramsaye MacDonalda v křesle premiéra vůdce konzervativců Stanley Baldwin; nastoupila tedy již třetí národní vláda.

## Legitimita vlády
| Vládní strana            | Hlasy ve volbách | % zisk | Mandáty v Dolní sněmovně | Křesla v kabinetu | Vůdce strany       |
| ------------------------ | ---------------- | ------ | ------------------------ | ----------------- | ------------------ |
| Konzervativní strana     | 11 377 022       | 55,0 % | 470/615                  | 11                | Stanley Baldwin    |
| Národní labouristé       | 316 741          | 1,5 %  | 13/615                   | 4                 | Ramsay MacDonald   |
| Liberální strana         | 1 346 571        | 6,5 %  | 33/615                   | 3                 | sir Herbert Samuel |
| Liberální národní strana | 761 705          | 3,7 %  | 35/615                   | 2                 | sir John Simon     |
| Vládní strany celkem     | 13 902 232       | 67,2 % | 554/615                  | 20                | Ramsay MacDonald   |

## Seznam členů kabinetu
| Úřad                           | Člen kabinetu              | Strana               | Nástup do úřadu   | Odchod z úřadu    |
| ------------------------------ | -------------------------- | -------------------- | ----------------- | ----------------- |
| Premiér                        | Ramsay MacDonald           | Národní labouristé   | 27. října 1931    | 7. června 1935    |
| Lord kancléř                   | Lord Sankey                | Národní labouristé   | 27. října 1931    | 7. června 1935    |
| Lord prezident Státní rady     | Stanley Baldwin            | Konzervativní strana | 27. října 1931    | 7. června 1935    |
| Lord strážce pečeti            | Philip Snowden             | Národní labouristé   | 27. října 1931    | 29. září 1932     |
| Lord strážce pečeti            | Stanley Baldwin            | Konzervativní strana | 29. září 1932     | 31. prosince 1933 |
| Kancléř státní pokladny        | Neville Chamberlain        | Konzervativní strana | 27. října 1931    | 7. června 1935    |
| Ministr vnitra                 | Sir Herbert Samuel         | Liberální strana     | 27. října 1931    | 28. září 1932     |
| Ministr vnitra                 | Sir John Gilmour           | Konzervativní strana | 28. září 1932     | 7. června 1935    |
| Ministr zahraničí              | Sir John Simon             | Liberální národní    | 27. října 1931    | 7. června 1935    |
| Ministr kolonií                | Sir Philip Cunliffe-Lister | Konzervativní strana | 27. října 1931    | 7. června 1935    |
| Ministr dominií                | James H. Thomas            | Národní labouristé   | 27. října 1931    | 7. června 1935    |
| Ministr pro Indii              | Sir Samuel Hoare           | Konzervativní strana | 27. října 1931    | 7. června 1935    |
| Ministr letectva               | Markýz z Londonderry       | Konzervativní strana | 27. října 1931    | 7. června 1935    |
| Ministr pro Skotsko            | Sir Archibald Sinclair     | Liberální strana     | 27. října 1931    | 28. září 1932     |
| Ministr pro Skotsko            | Sir Godfrey Collins        | Liberální národní    | 28. září 1932     | 7. června 1935    |
| První lord admirality          | Sir Bolton Eyres-Monsell   | Konzervativní strana | 27. října 1931    | 7. června 1935    |
| Předseda obchodní rady         | Walter Runciman            | Liberální národní    | 27. října 1931    | 7. června 1935    |
| Ministr zemědělství a rybolovu | Sir John Gilmour           | Konzervativní strana | 27. října 1931    | 28. září 1932     |
| Ministr zemědělství a rybolovu | Walter Elliot              | Konzervativní strana | 28. září 1932     | 7. června 1935    |
| Prezident Úřadu pro vzdělávání | Sir Donald Maclean         | Liberální strana     | 27. října 1931    | 15. června 1932   |
| Prezident Úřadu pro vzdělávání | Lord Irwin                 | Konzervativní strana | 15. června 1932   | 7. června 1935    |
| Ministr práce                  | Henry Betterton            | Konzervativní strana | 27. října 1931    | 29. června 1934   |
| Ministr práce                  | Oliver Stanley             | Konzervativní strana | 29. června 1934   | 7. června 1935    |
| Ministr zdravotnictví          | Hilton Young               | Konzervativní strana | 27. října 1931    | 7. června 1935    |
| První komisař veřejných prací  | William Ormsby-Gore        | Konzervativní strana | 27. října 1931    | 7. června 1935    |
| Generální poštmistr            | Kingsley Wood              | Konzervativní strana | 20. prosince 1933 | 7. června 1935    |